# Хребет Черского (Забайкалье)
Хребе́т Че́рского — горный хребет в Забайкальском крае России.
Протяжённость с юго-запада на северо-восток — около 650 км. На юго-западе хребет начинается в междуречье Ингоды и её правого притока Ушумуна. Далее продолжается на северо-восток в междуречье Ингоды и Оленгуя, а после пересечения Ингоды у города Читы занимает междуречье Каренги и Нерчи вплоть до истоков реки Делингды — правого притока Витима.
Максимальная высота хребта наблюдается на горной перемычке с Яблоновым хребтом — гора Чингикан высотой 1644 м. По склонам произрастают как сосновые так и лиственные леса, в оврагах с преобладанием ели и пихты.
Хребет получил название в честь исследователя Сибири Ивана Черского.